# Wolfhalden
Wolfhalden é uma comuna da Suíça, no Cantão Appenzell Exterior, com cerca de 1.723 habitantes. Estende-se por uma área de 6,94 km², de densidade populacional de 248 hab/km². Confina com as seguintes comunas: Heiden, Lutzenberg, Oberegg (AI), Thal (SG), Walzenhausen. 
A língua oficial nesta comuna é o Alemão.